# Японская экономическая ассоциация

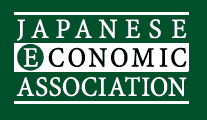
Логотип ассоциации

Япо́нская экономи́ческая ассоциа́ция (яп. 日本経済学会 нихон кэйдзай гаккай, англ. The Japanese Economic Association, JEA) — объединение японских ученых — экономистов. Ассоциация основана в 1934 г.
Среди президентов JEA известные японские экономисты:
- 1985—1986 Такаси Негиси
- 1989—1990 Хирофуми Удзава
- 1995—1996 Масахико Аоки
- 1999—2000 Котаро Судзумура
- 2002—2003 Хироси Ёсикава
- 2004—2005 Такатоси Ито
- 2006—2007 Кимио Моримунэ
- 2009—2010 Масахиса Фудзита
- 2017—2018 Митихиро Кандори

С 1995 г. ассоциацией вручается Премия Накахары. Получить премию могут японские экономисты в возрасте до 45 лет за опубликованные работы, получившие международную известность.
Лауреаты премии:
- 1996 — Киминори Мацуяма
- 1999 — А. Окада
- 2001 — Чарльз Хориока
- 2003 — Х. Ито
- 2004 — Х. Мацусита

Официальным изданием ассоциации является журнал The Japanese Economic Review.